# 246 Asporina
246 Asporina är en asteroid som upptäcktes den 6 mars 1885 av den franske astronomen Alphonse Borrelly vid Marseille-observatoriet. Asteroiden har fått namn efter Asporina, en gudinna som dyrkats i Mindre Asien.